# Modula
Modula é uma linguagem de programação projetada e descrita por Niklaus Wirth, descontinuada. Sua sucessora é Modula-2. 